# Stuck On Replay
Stuck On Replay är en låt från 2010 av musikgruppen Scooter och finns med på albumet Under the Radar Over the Top från 2009.
Låten blev även utvald att vara den officiella låten under ishockey VM 2010 i Tyskland som hölls mellan 7 maj och 23 maj 2010.